# Max Fabiani
Pour les articles homonymes, voir Fabiani.
Max (slovène "Maks") Fabiani, né le 29 avril 1865 à Kobdilj, près de Štanjel (actuelle Slovénie, alors dans l'empire austro-hongrois) et mort le 12 août 1962 à Gorizia (Italie), était architecte italien.

## Biographie
Max Fabiani nait dans le petit village de Kobdilj qui fait alors partie de la région de Kras, faisant alors partie de la province austro-hongroise de Gorizia et Gradisca d'Isonzo. Issu d'une famille prospère de fermiers, il vit dans l'environnement trilingue de la région, apprenant ainsi outre le slovène, l'italien et l'allemand dès son plus jeune âge. Il suivit son enseignement secondaire à Ljubljana, puis partit à Vienne suivre des cours d'architecture. Il fut ainsi étudiant  d'Otto Wagner à l'Académie des Beaux-Arts de Vienne. Après son diplôme en 1889, il obtint une bourse et put voyager trois ans (1892-1894) en Asie Mineure et à travers l'Europe. 
De retour à Vienne, il travailla avec Otto Wagner. Il y réalisa d'importants travaux comme l'immeuble Urania ainsi qu'à Trieste. Sa chance fut l'acceptation des plans qu'il proposa pour la reconstruction de la ville de Ljubljana après sa destruction à la suite d'un tremblement de terre en 1895 et la construction de plusieurs immeubles (Maison Krisper, Casa Kleinmaier). 
A Vienne, il a conçu l'immeuble d'affaires Portois & Fix (1897-1900), le Palais Artaria (1901/02).
Il a obtenu le Grand Prix et une médaille d'or à l'Exposition universelle de Paris de 1900.
Le centre culturel Urania (1909/10) montre son éloignement de la Sécession viennoise et son retour vers la sévérité du style Renaissance.
Il a participé à la construction des stations du métro de la Karlsplatz et il a dessiné le plan du monument de Gutenberg à Lugeck (1904).
Il fut engagé pour restaurer et étendre le château archiducal à Konopiště en Bohême (1910–12).
Il participa à la reconstruction de Gorica après les destructions subies pendant la Première Guerre mondiale.
Dans une interview pour la revue italienne La Nazione, parue en 1966, Fabiani a déclaré que le jeune Adolf Hitler travaillait dans son bureau à Vienne avant la Première Guerre mondiale, mais qu'il l'avait renvoyé faute de talent et de désintéressement au travail. Toutefois il n'y a pas de preuve suffisante pour vérifier cette histoire qui reste ainsi une légende.